# Dicrurus balicassius
Dicrurus balicassius là một loài chim trong họ Dicruridae.